# Meg Gardiner
Meg Gardiner (Oklahoma, 15 maggio 1957) è una scrittrice statunitense specializzata in narrativa poliziesca.

## Biografia
Nata in Oklahoma nel 1957, è cresciuta a Santa Barbara, ha studiato alla Dos Pueblos High School di Goleta, quindi si è laureata all'Università di Stanford in Economia e alla Stanford Law School in legge prima di lavorare come avvocato a Los Angeles e insegnare scrittura all'Università della California, Santa Barbara.
Ha esordito nel 2002 con il thriller China Lake, primo capitolo della serie con protagonista il giornalista freelance Evan Delaney vincitore nel 2009 di un Edgar Award e in seguito ha pubblicato altri 13 romanzi vincendo nel 2018 anche un Premio Barry.
Tre volte vincitrice del quiz televisivo Jeopardy!, vive e lavora tra Londra e Austin.

## Opere principali

### Serie Evan Delaney
- China Lake (2002)
- Mission Canyon (2003)
- Jericho Point (2004)
- Crosscut (2005)
- Kill Chain (2006)

### Serie Jo Beckett
- Piccoli sporchi segreti (The Dirty Secrets Club, 2008), Milano, Rizzoli, 2013 traduzione di Massimo Gardella ISBN 978-88-17-06188-9.
- The Memory Collector (2009)
- Lullaby: dissonanza di morte (The Liar's Lullaby), Milano, Rizzoli, 2010 traduzione di P. P. R. Naldi ISBN 978-88-17-04233-8.
- The Nightmare Thief (2011)

### Serie Caitlin Hendrix
- UNSUB (2017)
- Into the Black Nowhere (2018)

### Altri romanzi
- Ransom River (2012)
- The Shadow Tracer (2013)
- Phantom Instinct (2014)
- Heat 2: 1988 - 2000 (Heat 2) con Michael Mann, Milano, HarperCollins, 2022 traduzione di Alfredo Colitto ISBN 978-88-6905-736-6.

## Premi e riconoscimenti
- Edgar Allan Poe Award for Best Paperback Original: 2009 per China Lake
- Premio Barry per il miglior thriller: 2018 per UNSUB